# 本和菓衆
本和菓衆（ほんわかしゅう）とは、老舗和菓子店の若手店主で結成されたグループ名、および三越で秋に開催されている同グループによるイベントの名称。

## 概要
1859年（安政6年）創業の田中屋せんべい総本家6代目・田中裕介の呼びかけにより、三越で毎年春に開催されている「全国銘菓展」に参加していた老舗和菓子店うち、3代・100年以上続く30代から40代の若手店主9人により結成された。和菓子の伝統を受け継ぎつつ、時代に合った新しいコンセプトの菓子創作を目的としている。生み出される和菓子はネオ和菓子とも評される。
結成のきっかけとなったのは2013年（平成25年）の「第67回 全国銘菓展」。数年前から展示会に若い跡取りが増えてきた状況を見た田中裕介が、以前から親交のあった1874年（明治7年）創業の彩雲堂6代目・山口周平のほか数人を誘って「半人前の会」を結成したことに端を発する。当初は具体的な目的のない集まりであったが、三越のバイヤーから「10月の三越日本橋本店の創業340周年祭で何かやらないか」と提案されたことから活動を始め、10月23日に最初のイベント参加を迎えた。地下1階に設けられた特設コーナーは人数に比して狭いものであったが、老舗和菓子店の店主が一堂に会して和装で売り場に立って丁寧に説明する姿は話題となった。2014年（平成26年）以降は毎年秋に三越（当初日本橋本店、2017年から銀座店）でイベントが行われているが、店主自らが売り場に立ち直接反応を見る形式が続けられている。毎年それぞれが新作の菓子を創作して持ち寄っており、中には2015年（平成27年）のつちやの「みずのいろ」のようにSNSを通じて大人気となる商品も生まれている。

### 『和菓子のアン』との繋がり
2016年（平成28年）には坂木司の小説「和菓子のアン」とのコラボで話題となった。ある催事で本和菓衆を知った坂本が「何か一緒にできたら面白いんじゃないか」と声をかけて実現したものである。三越日本橋本店で4月6日から12日にかけて開催された「第70回 全国銘菓展」の会場内に「和菓子のアン」の主人公・杏子が働く和菓子店「みつ屋」が再現され、作中に登場する菓子を再現したものが販売された。和菓子のイベントとしては予想以上の盛況となり、同年秋の本和菓衆のイベントはコラボ第2弾として開催されることとなった。
2020年（令和2年）、2023年（令和5年）のイベントは「和菓子のアン」最新刊の発売に合わせてコラボ企画が行われた。

## メンバー
以下は三越で秋に開催される本和菓衆のイベントに参加したことがある和菓子店と、その年度ごとの参加の有無を一覧にしたものである。
| 店名                 | 所在地 | 2013  | 2014   | 2015   | 2016  | 2017   | 2018   | 2019  | 2020   | 2021   | 2022   | 2023   | 2024   |
| -------------------- | ------ | ----- | ------ | ------ | ----- | ------ | ------ | ----- | ------ | ------ | ------ | ------ | ------ |
| 五勝手屋本舗         | 北海道 |       | 初     | ○      | ○     | ○      | ○      | ×     | ○      | ○      | ○      | ○      | ×      |
| 佐藤屋               | 山形県 | ○     | ○      | ○      | ○     | ○      | ○      | ○     | ○      | ○      | ○      | ○      | ○      |
| 龜屋                 | 埼玉県 |       |        |        |       |        |        | 初    | ○      | ○      | ○      | ○      | ○      |
| 菓子舗 間瀬          | 静岡県 |       |        |        |       |        |        |       |        |        |        |        | 初     |
| 田中屋せんべい総本家 | 岐阜県 | ○     | ○      | ○      | ○     | ○      | ○      | ○     | ○      | ○      | ○      | ○      | ○      |
| きよめ餅総本家       | 愛知県 | ○     | ○      | ○      | ○     | ○      | ○      | ○     | ○      | ○      | ○      | ○      | ○      |
| 深川屋陸奥大掾       | 三重県 | ○     | ○      | ○      | ○     | ○      | ○      | ○     | ○      | ○      | ○      | ○      | ○      |
| 平治煎餅本店         | 三重県 | ○     | ×      | ○      | ○     | ○      | ○      | ○     | ○      | ○      | ○      | ○      | ○      |
| 柳屋奉善             | 三重県 |       | 初     | ○      | ○     | ○      | ○      | ○     | ○      | ○      | ○      | ×      | ×      |
| 御菓子司 彩雲堂      | 島根県 | ○     | ○      | ○      | ○     | ○      | ○      | ○     | ○      | ○      | ○      | ○      | ○      |
| 出典                 | 出典   | [ 5 ] | [ 14 ] | [ 15 ] | [ 1 ] | [ 16 ] | [ 17 ] | [ 4 ] | [ 12 ] | [ 18 ] | [ 19 ] | [ 13 ] | [ 20 ] |

過去の参加メンバー
- 美濃忠（愛知県） - 初年度のみ参加
- 井筒八ッ橋本舗（京都府） - 初年度から2018年に参加
- つちや（岐阜県） - 初年度から2019年に参加
- 大野屋（富山県） - 2020年・2021年に参加